# Alexander Alexejewitsch Chanschonkow

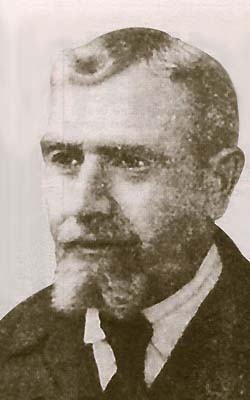
Alexander Alexejewitsch Chanschonkow

Alexander Alexejewitsch Chanschonkow (russisch Александр Алексеевич Ханжонков, wiss. Transliteration Aleksandr Alekseevič Chanžonkov in Chanschonkowka in der heutigen Oblast Donezk; * 27. Julijul. / 8. August 1877greg.; † 26. September 1945 in Jalta) war ein russischer Unternehmer und Pionier der russischen Filmindustrie, Produzent, Regisseur und Drehbuchautor.

## Biografie
Er wurde im Dorf Chanschonkowka als Sohn eines verarmten Grundbesitzers geboren. 1896 absolvierte er die Nowotscherkassker kosakische Kadettenschule und wurde Unteroffizier im privilegierten Donkosakenregiment in Moskau. 1905 beendete er seine Militärlaufbahn als Offizier aus gesundheitlichen Gründen und bekam dafür eine gesetzliche Entschädigung von 5.000 Rubeln. Damit kaufte er Anteile der Moskauer Firma Gaumont und Sieversen, die er später übernahm, um auf deren Grundlage eine Filmstreifenfabrik zu gründen. Im Frühjahr 1906 wurde er Mitgründer der Firma E. Osch und A. Chanschonkow zum Verleih ausländischer Filme und der Herstellung russischer Filmstreifen.
Am 9.jul. / 22. Dezember 1906greg. reichte Chanschonkow den Gründungsantrag für die Firma Chanschonkow & Co. beim Moskauer Gewerbeamt ein. Ihre Bestimmung war Herstellung und Handel mit Filmstreifen, Laternae magicae, Nebelbildern und verschiedenen Geräten zu deren Herstellung. Einer der Bürgen des Unternehmens war der bekannte Bankier und Mitglied im Staatsrat Iwan Oserow.
Anfangs beschäftigte sich Chanschonkow nur mit Dokumentarfilmen und dem Verleih von ausländischen Filmen in Russland, jedoch schon im Sommer 1907 begann er mit den Dreharbeiten eines Heimatstreifens Palotschkin i Galotschkin (Палочкин и Галочкин), den er aber nicht beendete.
Am 20. Dezember 1908jul. / 2. Januar 1909greg. kam die erste künstlerische Produktion aus Chanschonkows Studio auf die Leinwand, das „Drama im Zigeunerlager bei Moskau“, über das das Journal Cine-Phono schrieb: „... man muss auf den Fakt hinweisen, dass dieser Streifen das erste von A. Chanschonkow veröffentlichte Drama ist, das von seiner eigenen Truppe inszeniert wurde, denn dieses Studio produzierte bisher nur Naturfilme“. Zu dieser Zeit waren im Studio mehrere Filme gleichzeitig in Arbeit, die 1909 erschienen, darunter „Lied über den Kaufmann Kalaschnikow“, „Russische Hochzeit des 16. Jahrhunderts“ und „Beschließer Wanka“. Er engagierte dazu den Regieneuling Wassili Gontscharow und die Theatertruppe des Wedenski Volkshauses, das damals aus Alexandra Gontscharowa, Andrei Gromow, Pjotr Tschardynin und Iwan Mosschuchin bestand. Die Thematik der von Chanschonkow herausgegebenen Filme war die Verfilmung russischer Klassik, Volksmärchen und Liedern.
Ab 1910 gab die Firma Chanschonkow & Co. die Zeitschrift Westnik Kinematografii (Kinematographieanzeiger) heraus; ab 1915 erschien die von ihr finanzierte Zeitschrift Pegas (Pegasus), die neben dem Film auch Theater, Musik, Literatur und moderne Kultur thematisierte.
Viele bedeutende Meilensteine in der Geschichte des russischen Kinos sind Chanschonkows Studio zu verdanken. 1911 kam mit Chanschonkows und Gontscharows gemeinsamer Produktion Die Verteidigung von Sewastopol (Оборона Севастополя) der erste russische Film in voller Spielfilmlänge in die Kinos. 1912 gab Chanschonkows Firma mit Władysław Starewiczs Werk Die schöne Ljukanida den weltweit ersten Puppentrickfilm heraus. Dank dieser und weiterer Erfolge avancierte sich Chanschonkows Studio in den 1910er Jahren zur führenden Filmproduktionsstätte im Russischen Reich. Eine weitere Besonderheit des Studios waren Produktionen von wissenschaftlichen Streifen, wofür im Studio eigens eine Abteilung eingerichtet wurde, in der auch führende russische Wissenschaftler bei den Produktionen tätig waren.
Im Frühjahr 1917, kurz nach der Februarrevolution, zog Chanschonkow mit den meisten seiner Mitarbeiter nach Jalta auf der Halbinsel Krim, wo er von da an mehrere Jahre lang ein ähnliches Filmstudio führte und weiterhin Filme herausgab. 1920, als sich der Sieg der Bolschewiki im Russischen Bürgerkrieg abzeichnete, emigrierte Chanschonkow nach Konstantinopel und später nach Mailand und nach Wien, wo er versuchte, die Filmproduktion wieder aufzunehmen. 1922 versuchte er außerdem, Forschungsarbeiten im Bereich der Produktion von Tonfilmen aufzunehmen, was jedoch an mangelnden finanziellen Mitteln scheiterte.
1923 erhielt Chanschonkow aus Russland das Angebot, das Filmstudio Rusfilm zu leiten. Er nahm es an und kehrte deswegen in die sich neu gebildete Sowjetunion zurück. Das Studio wurde jedoch kurze Zeit später aufgelöst, ohne den Betrieb aufgenommen zu haben. Daraufhin war Chanschonkow einige Zeit lang als Berater bei der staatlichen Filmproduktions- und Zensurbehörde Goskino tätig, später als Produktionsleiter beim Filmstudio Proletkino.
Im Jahre 1926 wurde Chanschonkow zusammen mit einigen anderen leitenden Angestellten von Proletkino festgenommen, nachdem die Staatsanwaltschaft ein Strafverfahren wegen Veruntreuung staatlicher Zuwendungen gegen die Leitung dieser Organisation eröffnete. Zwar wurde Chanschonkow letztlich aus Mangel an Beweisen freigesprochen, jedoch erhielt er Berufsverbot. Zu etwa gleicher Zeit verschlechterte sich der gesundheitliche Zustand Chanschonkows, weswegen er von Moskau wieder nach Jalta zog. Da er jedoch seinen Beruf nicht mehr ausüben durfte, musste er mit seiner Frau in bitterer Armut leben.
1934 schrieb Chanschonkow einen Brief an den Vorsitzenden der staatlichen Filmproduktionsbehörde Boris Schumjazki, in dem er ihn auf seine materiellen Nöte und seinen sich weiterhin verschlechternden Gesundheitszustand hinwies und darum bat, das Berufsverbot wieder aufzuheben. Dies hatte Wirkung: Chanschonkow wurde rehabilitiert und erhielt vom Staat eine Rente. Inzwischen auf einen Rollstuhl angewiesen, konnte sich Chanschonkow jedoch nicht mehr im vollen Umfang der Filmproduktion widmen, stattdessen schrieb er Memoiren. Seine letzten Jahre verbrachte er in Jalta, wo er 1945 auch starb.